# Shilajit

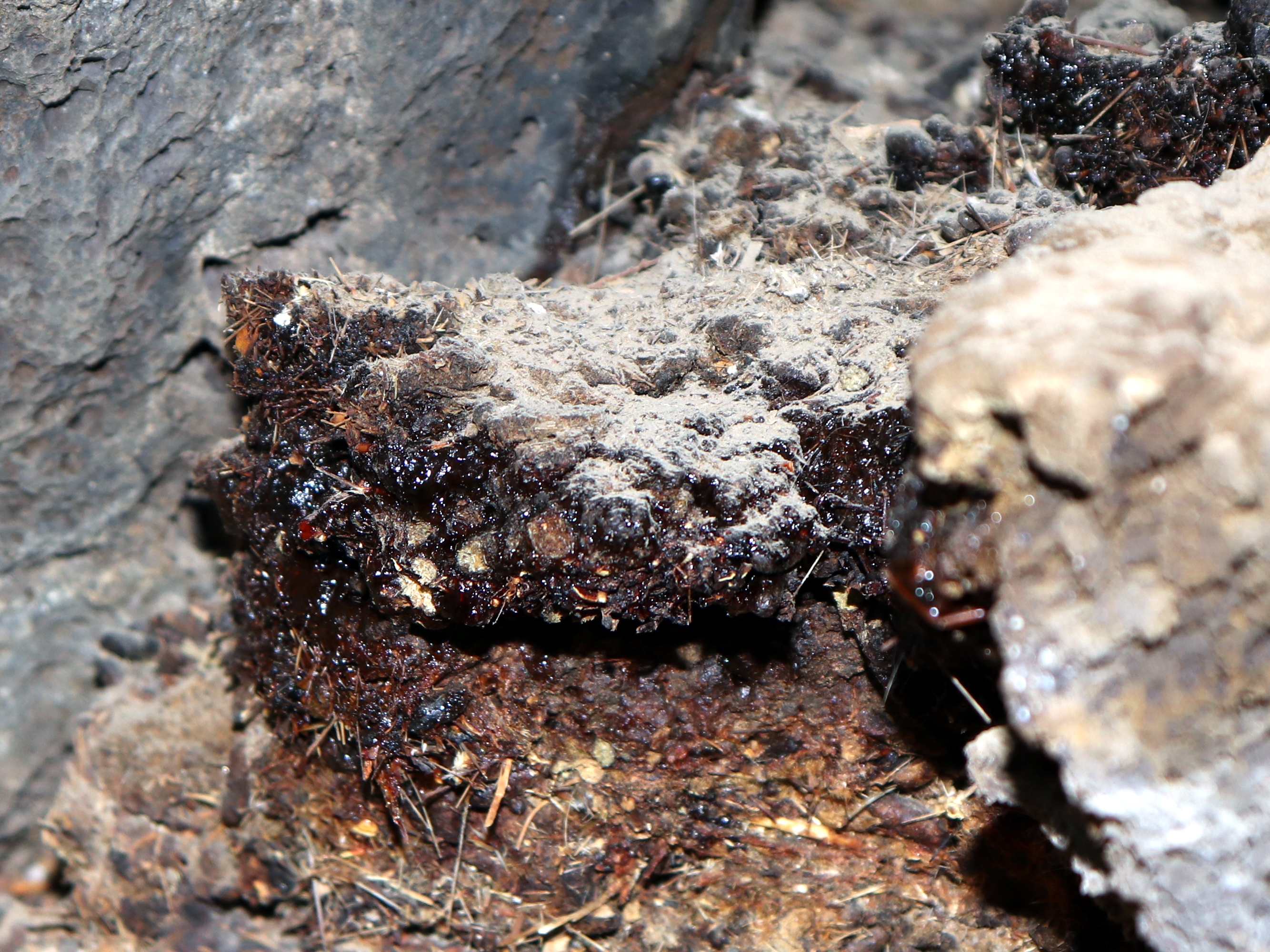
Shilajit eller mumijo, Mohave lavarör, 2018.

Shilajit (Sanskrit; 'erövrare av klipporna'), salajeet (Urdu), mumijo eller mumlayi eller mumie är en organisk mineralprodukt av huvudsakligen biologiskt ursprung, bildad på höga höjder i steniga berg, i skyddade sprickor och grottor.
Shilajit är ett svartbrunt pulver eller en tjärliknande substans som naturligt tränger fram ur bergssprickor i höga bergsområden, framför allt i Himalaya, Pamirbergen, Karakoram, samt regioner i Afghanistan (särskilt Gorno-Badakhshan i Tadzjikistan), Indien, Gilgit-Baltistan i Pakistan, Nepal, Bhutan, Kaukasusbergen i södra Ryssland, Altai, Centralasien, Iran och Mongoliet.
I österländska kulturer har shilajit använts i århundraden inom folkmedicin och traditionella läkekonster som ayurveda, tibetansk och kinesisk medicin. Under de senaste åren har det också fått ökad uppmärksamhet i västvärlden som ett naturligt kosttillskott.
Shilajit finns att köpa både som torrextrakt och i flytande form, men vetenskapliga bevis för dess hälsoeffekter är fortfarande begränsade. Vissa studier har dessutom visat att vissa produkter kan innehålla tungmetaller, bland annat bly, vilket understryker vikten av noggrann kvalitetskontroll.

## Historia

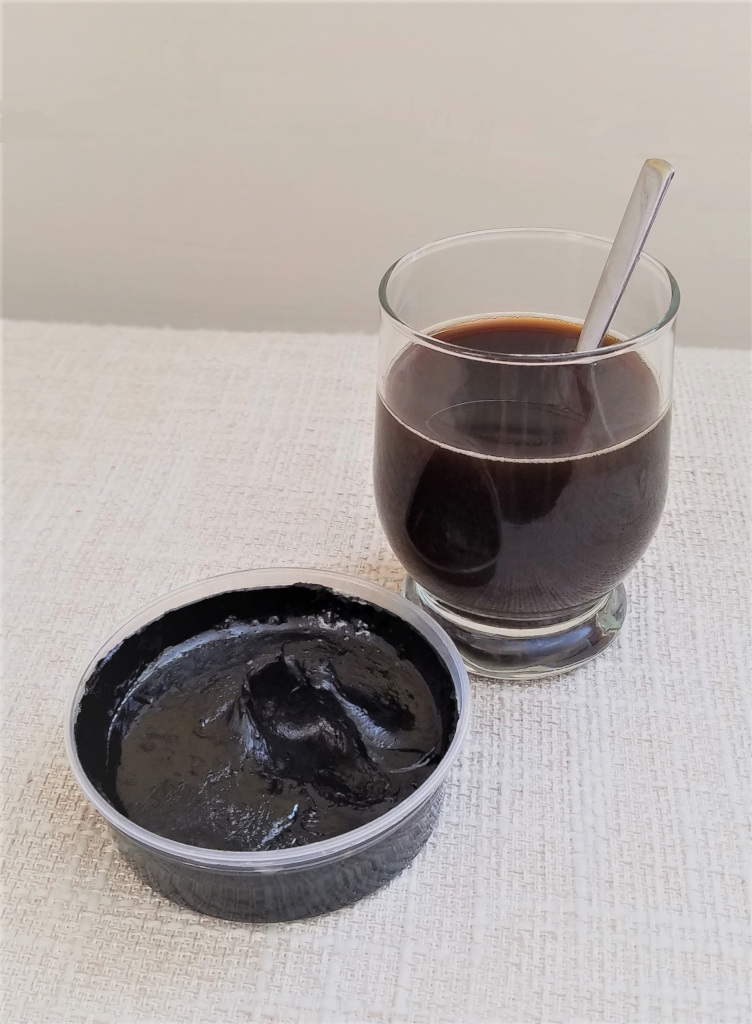
Shilajit, vanligast sätt att konsumeras.

Sedan urminnes tider har shilajit varit folkmedicin i Afghanistan, Indien, Iran, Kina, Pakistan, Nepal, Centralasien och Tibet. Shilajits läkande effekter för olika sjukdomar nämns i verk av Aristoteles, Razi, Biruni, Ibn Sina och andra. 
I sin publikation från 1821 uppgav d'Herbelot att perserna använde ämnet mumiay, eller mumie, som ett kraftfullt universalmedel för att behandla brutna ben och sjukdomar.

## Distribution
Avlagringar av shilajit finns i många bergsområden i världen. Forskning från Central State Geographical Exploration Center "Tsentrquartz Gems" har visat att fyndigheter av shilajit, trots den breda geografin för deras plats, är mycket sällsynta och att reserverna av råvaror i dem är begränsade. Den finns i kalkhaltiga, metamorfa bergarter och sedimentära bergarter (från proterozoikum till kvartär) i Centralasien, Tuva, vid Bajkalsjön, i Kaukasus och andra regioner. Det finns oftare i Himalaya, den tibetanska platån, bergen på den arabiska halvön, Iran, Mongoliet, Myanmar. 
Shilajit är känt under många olika namn beroende på region och språk. I Pakistan kallas det Salajeet (urdu: سلاجیت), i Grekland μούμια, och i Ryssland mumiyo eller mumie (Мумиё). I Mongoliet och de södra bergsområdena i Sibirien, inklusive Sakasien och Burjatien, är det känt som brag-shun eller barakhshin, vilket betyder “bergens olja”.
I Tibet, Centralasien, Himalaya, Pamir och Altai kallas det ibland för stensaft eller stenjuice. På engelska används benämningar som asphalt, mineral pitch, Jew’s pitch, slag eller mineral wax. Andra namn inkluderar silajita eller silajatu (bengaliska), hajarul-Musa eller araq-al-jibal (arabiska), moomie (persiska och arabiska), mumi (tyska), kao-tun som betyder “bergets blod” (Myanmar), samt naturens välsignelse i Nepal.

## Bildning
Man har också trott att den bildas som ett resultat av nedbrytning av oljebergarter av mikroorganismer. Föråldrade analyser från 1970-talet hävdade att den kemiska sammansättningen av den organiska delen av extraktet (cirka 50 % kol och 10 % väte) bevisade hypotesen om oljans ursprung,  men enligt nyare analyser är shilajit av vegetabiliskt ursprung: Det produceras troligtvis genom mycket långsam nedbrytning av växtmaterial.  Vissa forskare antar att shilajit produceras genom nedbrytning eller befuktning av latex- och hartshaltigt växtmaterial från arter som Euphorbia royleana och Trifolium repens under en period av århundraden.

## Sammansättning
Även om shilajit ibland kallas en mineraltjära eller harts, är det varken det eller det ena. Det är ett mycket visköst ämne som tjära eller harts, som är mycket mörkbrun eller svart till färgen, men till skillnad från dessa är den lättlöslig i vatten men olöslig i etanol. Den innehåller mer än 20 element, inklusive kalcium, magnesium, natrium, järn, krom och bly. Den innehåller även fasta paraffinkolväten, proteiner, kolhydrater, aminosyror, fettsyror och alkoholer. 
Shilajit består av 60–80 % humusämnen, såsom humus- och fulvinsyror.

## Forskningsriktningar
Det saknas bevis för att shilajit är bioaktivt. 

## Varianter
Sammansättningen varierar beroende på plats och utseende:
- Koprolitiska (mumiyo-saladji, Pamir- och Altai-mumiyo, mumiyo-asil, etc.) är halvfossiliserade fyto- och zooorganiska rester av djuravföring blandade med fragment och grus av stenar och jordformationer. Halten av extraktivämnen i koprolitshilajit varierar från 10 till 30 % eller mer.
- Shilajit-förande breccior är stora klastiska bergarter (oftare sprickformade kalkstenar) cementerade av shilajit-förande lermassa. Halten av extraktivämnen är 0,5–5,0 %.
- Evaporitshilajit förekommer i formationer av strimmor, istappar och glänsande svarta eller grå, matta, tunna filmer som fläckar tak och väggar i grottor, nischer, grottor och andra stora håligheter. Dess utvinning är svår.

Shilajit säljs i olika färger och kvaliteter beroende på vilken typ av metallpulver som ska tillsättas: rött (sauvarna shilajit) med guld, vitt (rajat shilajit) med silver, blått (tamra, med kopparshilajit) och järnhaltigt svart (lauha shilajit shilajit). Av dessa är svart shilajit som innehåller guld den sällsyntaste och anses ha den bästa botande effekten. I naturen används shilajit som innehåller järn mest inom traditionell medicin. 
Mumioider är en grupp naturliga formationer som liknar shilajit till utseendet. Gruppen inkluderar ozokerit, salpeter, fossiliserade vegetabiliska hartser och gummiarter, bergvax, vita oljor, stenoljor och bergsoljor, antarktisk shilajit, lofor eller aquabitum.